# Elizabeth Lucy
Elizabeth Lucy, död efter 1461, var en engelsk mätress.
Hon blev uppmärksammad för det förhållande hon hade med kung Edvard IV av England. De uppges ha haft en förbindelse 1461. När Edvard sedan gifte sig med Elisabet Woodville omtalades hans förhållande med Lucy som ett möjligt hinder. Det ryktades att han hade gift sig med Lucy eller fått ett barn med henne. Han hade dock i själva verket varit gift med Lady Eleanor Talbot vid den tidpunkten. 